# Daniel Caesar
Ashton Dumar Norwill Simmonds (Toronto, 5 de abril de 1995), más conocido como Daniel Caesar, es un cantautor, músico y productor canadiense. Después de lanzar música de forma independiente a través del lanzamiento de dos EP, Praise Break (2014) y Pilgrim's Paradise (2015), Caesar lanzó su álbum debut Freudian en agosto de 2017, que obtuvo una gran aclamación de la crítica.

## Biografía

### Inicios
Ashton Dumar Norwill Simmonds nació el 5 de abril de 1995 en Scarborough, Toronto y se crio en Oshawa, Ontario. Es el segundo de cuatro hijos de su madre Hollace y su padre Norwill Simmonds, pastor y cantante de gospel que lanzó su primer álbum como estudiante de secundaria en Jamaica. César asistió a la Iglesia Adventista del Séptimo Día y a una escuela privada en Oshawa. Es de ascendencia bajan y jamaicana. César creció en la iglesia, cantando ante la congregación de su padre en Oshawa. Fue criado escuchando el alma y el evangelio transmitidos a través de la musicalidad y la religión, a pesar de que sus padres fueron cautelosos con las tentaciones que acompañan a la música. A la edad de 17 años, fue expulsado de la casa después de una pelea con su padre el fin de semana de su graduación de la escuela secundaria. Después de dejar su casa, comenzó a hacer conciertos.

### Carrera artística
En 2014, Caesar recibió elogios de la crítica por su EP debut Praise Break, que ocupó el puesto 19 en los 20 mejores álbumes de R&B de 2014 de Rolling Stone. El punto de inflexión de la carrera de Caesar llegó en 2015, con el lanzamiento de su segundo EP, Pilgrim's Paradise.
El 25 de agosto de 2017, Caesar lanzó su álbum debut Freudian, que incluye los sencillos «Get You», «We Find Love» y «Blessed». El álbum fue finalista preseleccionado para el Premio de Música Polaris 2018. En la 60ª entrega anual de los Grammy, recibió dos nominaciones al Mejor Álbum de R&B y Mejor Interpretación de R&B por «Get You». En la 61.ª entrega anual de los Premios Grammy, ganó el premio a la Mejor Interpretación de R&B por su sencillo «Best Part».

## Estilo e influencias
La música de César está influenciada por el soul y el gospel. Su música se basa en las experiencias de su infancia y las integra con el R&B y la electrónica, mientras que sus letras exploran temas de religión y amor no correspondido. Su voz de canto se reconfigura en cada pista, a menudo virar en una, introspectivo silenciado cadenciosa estilo. Según César, «En mi entorno religioso al crecer, el punto es estar quieto, dirigir la menor atención posible a ti mismo y, en cambio, dirigir toda la atención a lo que estás diciendo. Ahora, es una especie de opuesto». César cita a Frank Ocean, Kanye West, Beyoncé y el líder de The Doors, Jim Morrison, como inspiraciones musicales.
Trabaja en estrecha colaboración con los productores Matthew Burnett y Jordan Evans, con quienes cofundó su sello independiente, Golden Child Recordings, y ha coproducido casi toda su música desde 2015. Caesar también es parte de un colaboración informal de músicos y compositores con sede en Toronto que incluye a River Tiber , BADBADNOTGOOD y Charlotte Day Wilson , entre otros.

## Discografía

### Álbumes de estudio
| Títulos       | Detalles | Posiciones en las listas | Posiciones en las listas | Posiciones en las listas | Posiciones en las listas | Posiciones en las listas | Posiciones en las listas | Posiciones en las listas | Posiciones en las listas | Posiciones en las listas | Posiciones en las listas | Certificaciones          |
| Títulos       | Detalles | CAN                      | AUS                      | NZ                       | EEUUUS                   | EE. UU. R&B/HH           | EE. UU. R&B              | EE. UU. Ind.             | UK                       | UK R&B                   | UK Ind.                  | Certificaciones          |
| ------------- | --- | ------------------------ | ------------------------ | ------------------------ | ------------------------ | ------------------------ | ------------------------ | ------------------------ | ------------------------ | ------------------------ | ------------------------ | ------------------------ |
| Freudian      | - Lanzamiento: 25 de agosto de 2017 - Discográfica: Golden Child Recordings - Formato: LP, descarga digital, streaming    | 16                       | —                        | 39                       | 25                       | 16                       | 6                        | 7                        | —                        | 15                       | 40                       | - CAN: 2× Oro - EUA: Oro |
| Case Study 01 | - Lanzamiento: 28 de junio de 2019 - Discográfica: Golden Child Recordings - Formato: CD, LP, descarga digital, streaming | 6                        | 26                       | —                        | 17                       | 10                       | 3                        | 21                       | 89                       | —                        | —                        |                          |

### EPs
| Títulos                        | Detalles |
| ------------------------------ | --- |
| Praise Break                   | - Lanzamiento: 22 de septiembre de 2014 - Discográfica: Self-Lanzamiento - Formato: Streaming                         |
| Pilgrim's Paradise             | - Lanzamiento: 12 de noviembre de 2015 - Discográfica: Golden Child Recordings - Formato: Descarga digital, streaming |
| Up Next Session: Daniel Caesar | - Lanzamiento: 16 de agosto de 2017 - Discográfica: Golden Child Recordings - Formato: Descarga digital, streaming    |

### Sencillos

#### Como artista principal
| Año  | Sencillo                   | Posiciones en las listas | Posiciones en las listas | Posiciones en las listas | Posiciones en las listas | Posiciones en las listas | Posiciones en las listas | Posiciones en las listas | Certificaciones                                 | Álbum              |
| Año  | Sencillo                   | CAN                      | NZ Hot                   | US                       | EE. UU. R&B /HH          | EE. UU. R&B              | EE. UU. R&B/HH Airplay   | EE. UU. Adult R&B        | Certificaciones                                 | Álbum              |
| ---- | -------------------------- | ------------------------ | ------------------------ | ------------------------ | ------------------------ | ------------------------ | ------------------------ | ------------------------ | ----------------------------------------------- | ------------------ |
| 2015 | «Violet»                   | —                        | —                        | —                        | —                        | —                        | —                        | —                        |                                                 | Praise Break       |
| 2015 | «Death and Taxes»          | —                        | —                        | —                        | —                        | —                        | —                        | —                        |                                                 | Pilgrim's Paradise |
| 2015 | «Streetcar»                | —                        | —                        | —                        | —                        | —                        | —                        | —                        |                                                 | Pilgrim's Paradise |
| 2016 | «Won't Live Here»          | —                        | —                        | —                        | —                        | —                        | —                        | —                        |                                                 | Sin álbum          |
| 2016 | «Japanese Denim»           | —                        | —                        | —                        | —                        | —                        | —                        | 13                       | - CAN: Platino - EUA: Platino                   | Sin álbum          |
| 2016 | «Get You» (con Kali Uchis) | —                        | —                        | 93                       | 41                       | 5                        | 7                        | 1                        | - CAN: 2× Platino - RU: Plata - EUA: 3× Platino | Freudian           |
| 2017 | «We Find Love»             | —                        | —                        | —                        | —                        | —                        | —                        | —                        | - CAN: Platino - EUA: Oro                       | Freudian           |
| 2017 | «Blessed»                  | —                        | —                        | —                        | —                        | —                        | —                        | —                        | - CAN: Oro - EUA: Oro                           | Freudian           |
| 2017 | «Best Part» (con H.E.R.)   | —                        | —                        | 75                       | 32                       | 4                        | 11                       | 1                        | - CAN: 3× Platino - RU: Plata - EUA: 4× Platino | Freudian           |
| 2018 | «Who Hurt You?»            | 86                       | 40                       | —                        | —                        | —                        | —                        | —                        | - CAN: Platino                                  | Sin álbum          |
| 2019 | «Love Again» (con Brandy)  | 95                       | 15                       | —                        | —                        | 13                       | 21                       | 1                        |                                                 | Case Study 01      |

#### Como artista invitado
| Año  | Sencillo | Álbum                                               |
| ---- | --- | --------------------------------------------------- |
| 2016 | «West» (River Tiber con Daniel Caesar)                                                                                  | Indigo                                              |
| 2016 | «Matthew in the Middle» (Sean Leon con Daniel Caesar)                                                                   | I Think You've Gone Mad (Or the Sins of the Father) |
| 2018 | «Forever Always» (Peter CottonTale con Rex Orange County, Chance the Rapper, Daniel Caesar, Madison Ryann Ward y YEBBA) | Sin álbum                                           |
| 2018 | «Beauty & Essex» (Free Nationals featuring Daniel Caesar and Unknown Mortal Orchestra)                                  | Free Nationals                                      |
| 2019 | «HER Love» (Common con Daniel Caesar)                                                                                   | Let Love                                            |
| 2019 | «Time Alone With You» Jacob Collier con Daniel Caesar)                                                                  | Djesse Vol. 3                                       |
| 2021 | «Peaches» (Justin Bieber con Daniel Caesar y Giveon)                                                                    | Justice                                             |

### Otras canciones
| Año  | Sencillo                         | Posiciones en las listas | Álbum         |
| Año  | Sencillo                         | NZ Hot                   | Álbum         |
| ---- | -------------------------------- | ------------------------ | ------------- |
| 2019 | «Entropy»                        | 29                       | Case Study 01 |
| 2019 | «Cyanide»                        | 25                       | Case Study 01 |
| 2019 | «Superposition» (con John Mayer) | 22                       | Case Study 01 |

## Premios y nominaciones

### Premios Grammys
| Año  | Trabajo nominado | Categoría                   | Resultado | Ref.   |
| ---- | ---------------- | --------------------------- | --------- | ------ |
| 2018 | Freudian         | Mejor Álbum de R&B          | Nominado  | [ 10 ] |
| 2018 | «Get You»        | Mejor Interpretación de R&B | Nominado  | [ 10 ] |
| 2019 | «Best Part»      | Mejor Interpretación de R&B | Ganador   | [ 11 ] |
| 2020 | «Love Again»     | Mejor Interpretación de R&B | Nominado  | [ 33 ] |